# Clifton (Illinois)
Clifton é uma vila localizada no estado americano de Illinois, no Condado de Iroquois.

## Demografia
Segundo o censo americano de 2000, a sua população era de 1317 habitantes.
Em 2006, foi estimada uma população de 1272, um decréscimo de 45 (-3.4%).

## Geografia
De acordo com o United States Census Bureau tem uma área de
2,3 km², dos quais 2,3 km² cobertos por terra e 0,0 km² cobertos por água. Clifton localiza-se a aproximadamente 204 m acima do nível do mar.

## Localidades na vizinhança
O diagrama seguinte representa as localidades num raio de 20 km ao redor de Clifton.